# Ralph Bruder

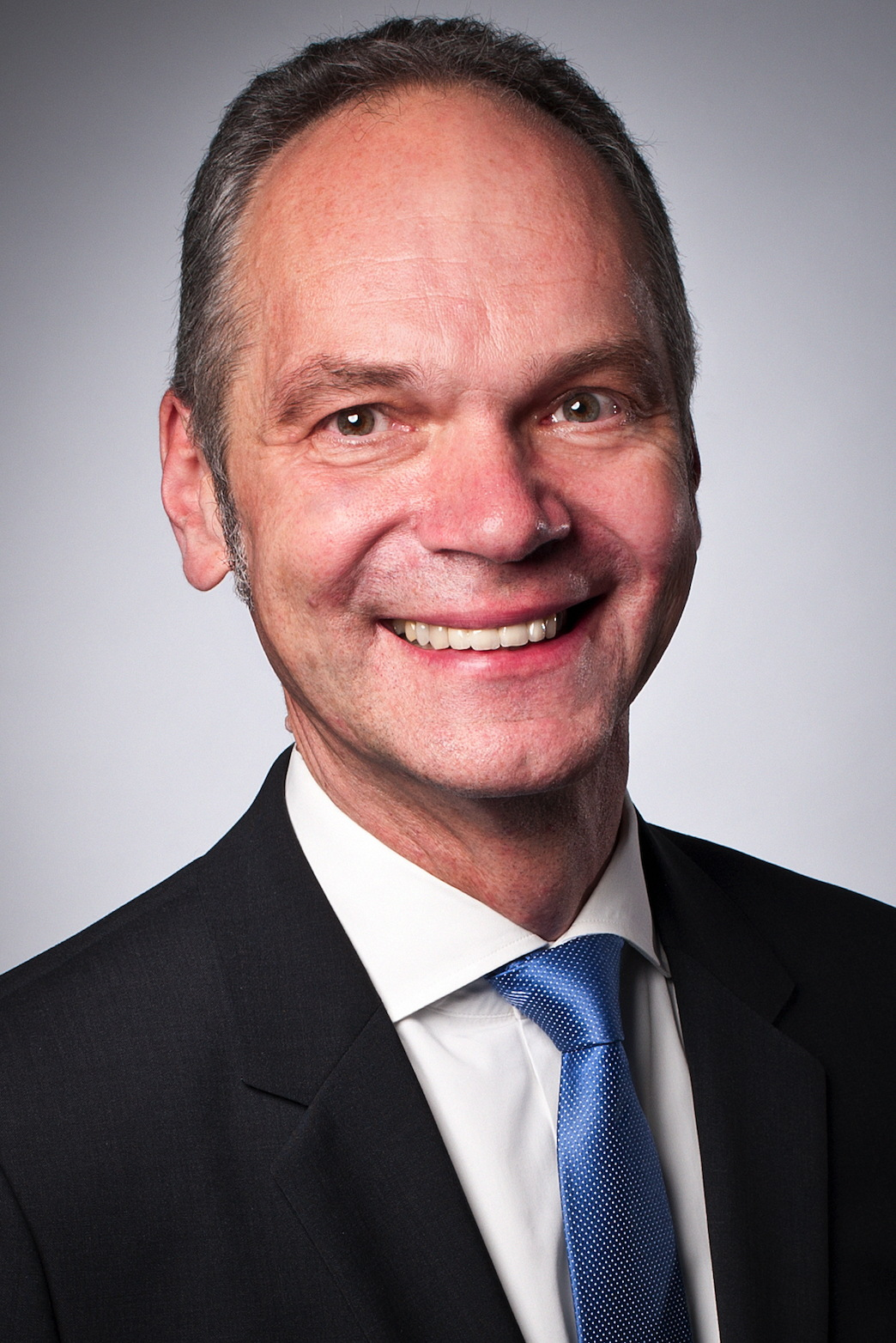
Ralph Bruder

Ralph Bruder (* 1963) ist ein deutscher Arbeitswissenschaftler und Präsident der Carl von Ossietzky Universität Oldenburg.

## Leben
Bruder studierte von 1982 bis 1988 Elektrotechnik mit Fachrichtung Regelungstechnik an der Technischen Hochschule Darmstadt. Danach war er wissenschaftlicher Mitarbeiter am Institut für Arbeitswissenschaft und wurde 1992 im Fachbereich Maschinenbau zur Anwendung der künstlichen Intelligenz in der Arbeitswissenschaft promoviert (beides ebenfalls an der TH Darmstadt). Im Jahr 1996 nahm er einen Ruf der Universität Duisburg-Essen für eine Professur für Ergonomie im Design an. Von 2006 bis 2021 war er Professor für Arbeitswissenschaft und Leiters des Instituts für Arbeitswissenschaft (IAD) an der TU Darmstadt. 
Von 2011 bis 2015 war er Präsident der Gesellschaft für Arbeitswissenschaft und von 2014 bis 2019 hauptamtlicher Vizepräsident der TU Darmstadt. Seit August 2021 ist er in Nachfolge von Hans Michael Piper Präsident der Carl von Ossietzky Universität Oldenburg.